# Basilika St. Jakob (Prag)

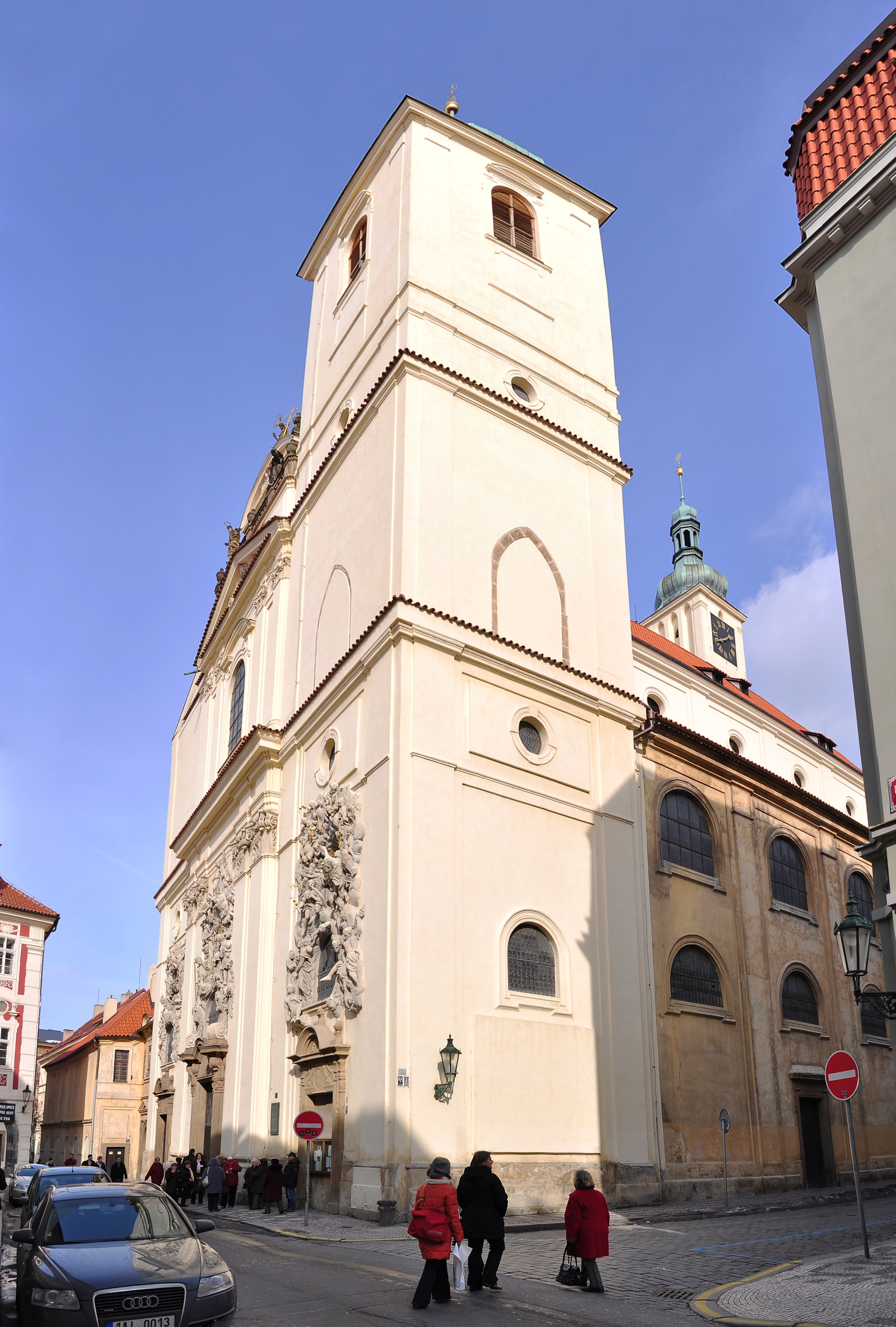
Basilika St. Jakob

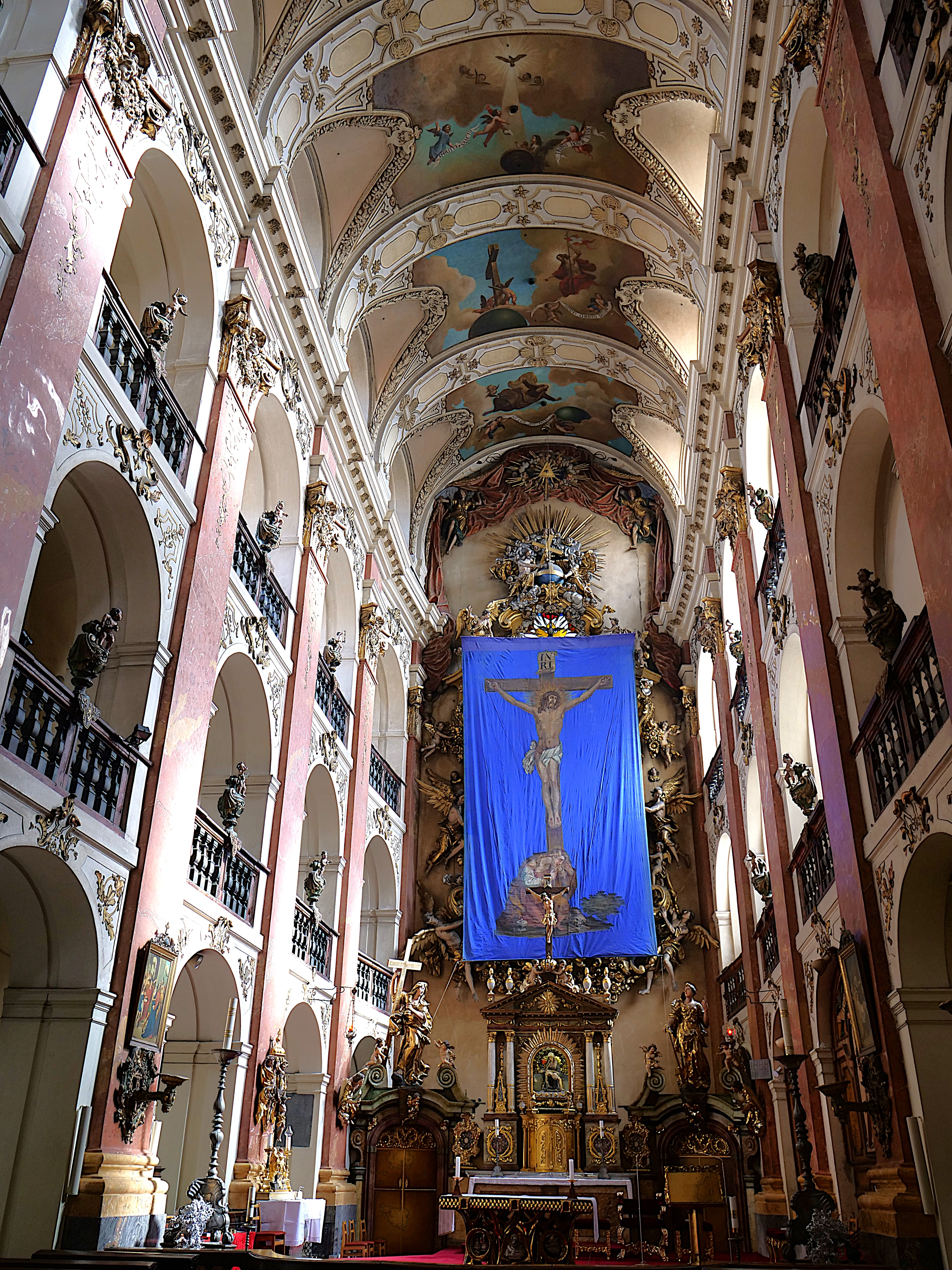
Innenraum

Die Basilika St. Jakob (tschechisch Bazilika svatého Jakuba Většího – Basilika des heiligen Jakobus des Älteren) ist eine römisch-katholische Kirche in der Prager Altstadt, Tschechien. Sie trägt den Titel einer Basilica minor und ist Teil des Welterbes Altstadt von Prag.

## Vorgängerkirche
Die erste Kirche wurde hier im gotischen Baustil zusammen mit der Ansiedlung des Franziskanerklosters 1232 durch Wenzel I. errichtet. Die genaue Lage dieser ursprünglichen Kirche und ihr Aussehen sind nicht bekannt. In der Kirche fand 1311 das Krönungsmahl des Königspaares Johann von Böhmen und Elisabeth statt.

## Kirchenbau
Nach einem alles vernichtenden Brand im Kloster begründete Johann von Böhmen im Jahr 1319 eine neue gotische Kirche, die unter Karl IV. im Jahr 1374 fertiggestellt wurde. Das Deckengewölbe maß an seiner höchsten Stelle rund 30 Meter. Die Kirche selbst zählte zu den drei längsten Königskirchen Prags. Hier fanden auch immer die Feierlichkeiten statt, wenn Herrscher zu Grabe getragen wurden. So wurde 1378 Karl IV. auf einem prächtigen Katafalk mit fünfhundert Kerzen aufgebahrt, und im Jahr 1577 war hier vorübergehend Kaiser Maximilian II. von Habsburg beigesetzt. Die Kirche wurde beim Stadtbrand 1689 zerstört, bei dem damals Brandstiftung durch französische Agenten verdächtigt wurde.

## Barockisierung
Beim Wiederaufbau wurde die mächtige dreischiffige Basilika mit einem Turm an der südwestlichen Seite im Stil des Barocks umgestaltet. In ihrem Inneren wirkt die Kirche mit dem um fünf Meter abgesenkten neuen Tonnengewölbe und durch den lang gestreckten Raum und die Barocktribünen über den Seitenschiffen äußerst monumental; die Gliederung mit Pilastern aus Kunstmarmor stammt von K. Schartzmann. Die Verzierung der Stirnfassade ist ein Werk des aus Padua stammenden Meisters Ottavio Mosto. Dieser schuf hier drei Stuckreliefs über den Portalen der Heiligen Franz von Assisi, Jakobus und Antonius von Padua. Der Wiederaufbau umfasste auch die Hinzufügung von mehr als 20 Altären. Künstler wie Jan Jiří Heinsch, Wenzel Lorenz Reiner und Peter Johann Brandl schufen Gemälde für die Altäre. 1974 erhielt die Kirche von Papst Paul VI. den Ehrentitel der Basilica minor.
Die Kirche beherbergt eine Pietà und das Grab des Böhmischen Oberstkanzler Johann Wenzel Wratislaw von Mitrowitz, es wurde von Johann Bernhard Fischer von Erlach geschaffen. Rechts vom Grabeingang befindet sich auch ein mumifizierter Unterarm, der über 400 Jahre alt ist. An ihm soll Maria einen Juwelendieb beim Diebstahl am Hochaltar festgehalten haben, weshalb er von Mönchen abgeschnitten werden musste.

Barockausstattung
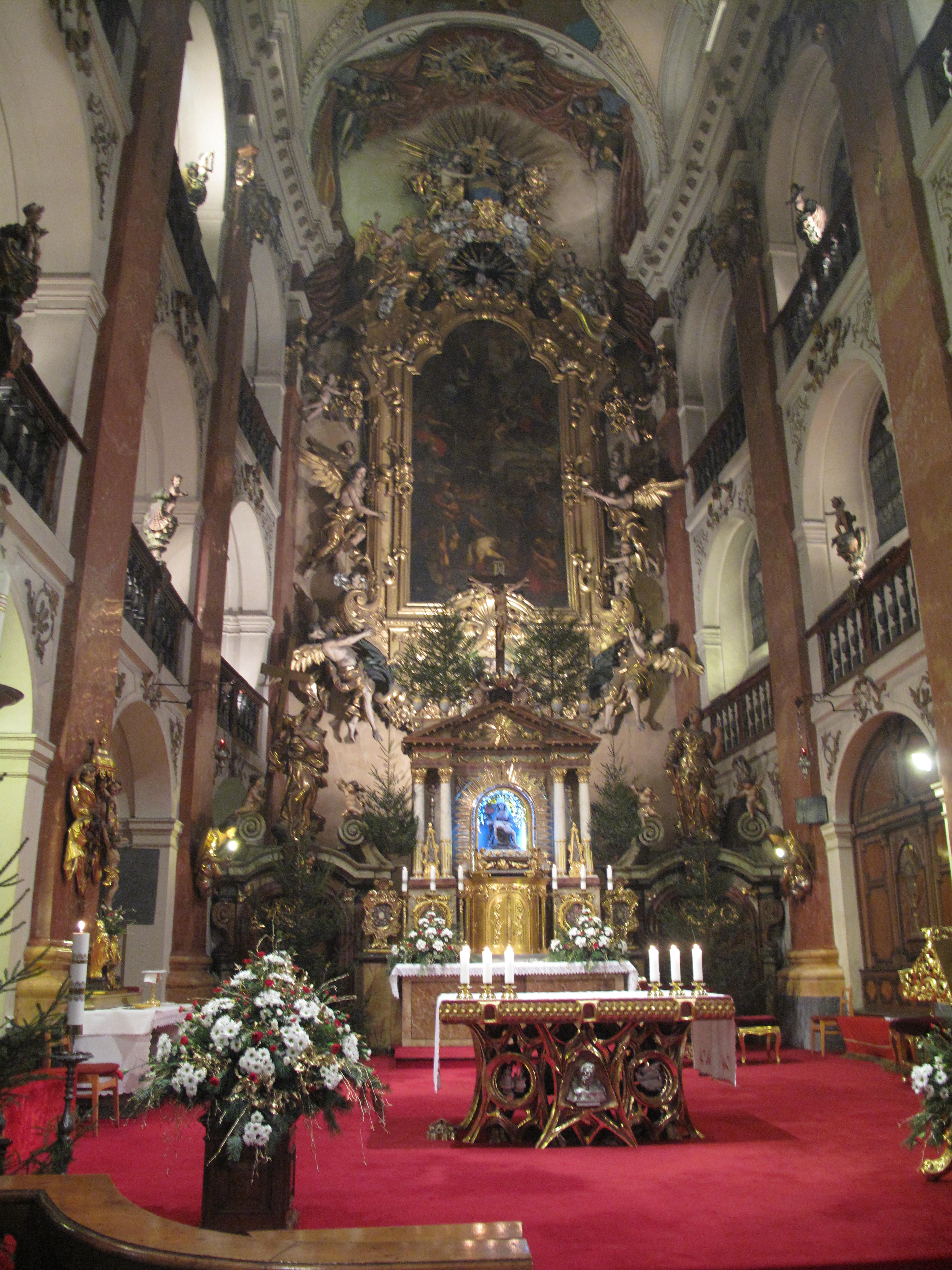
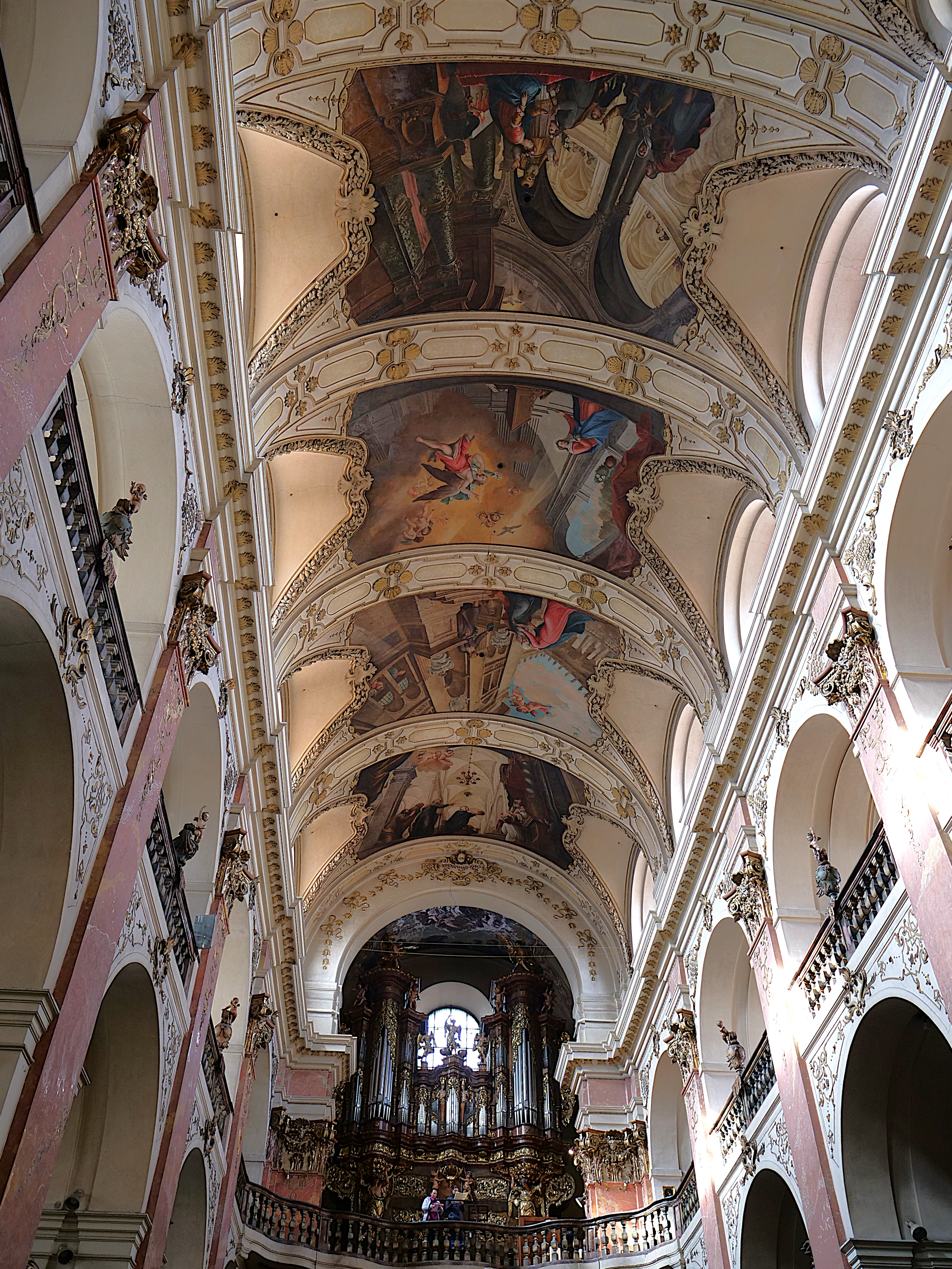
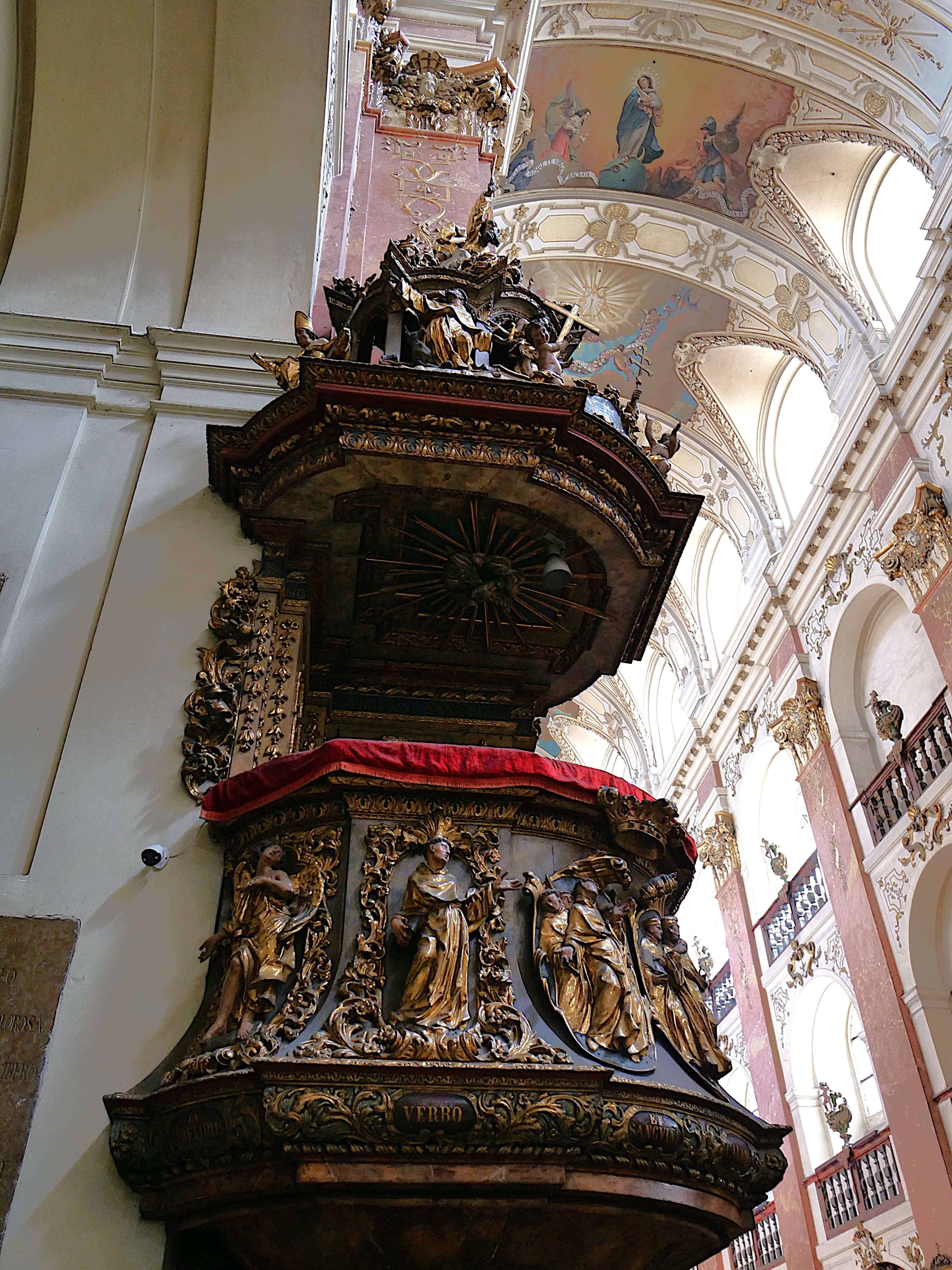
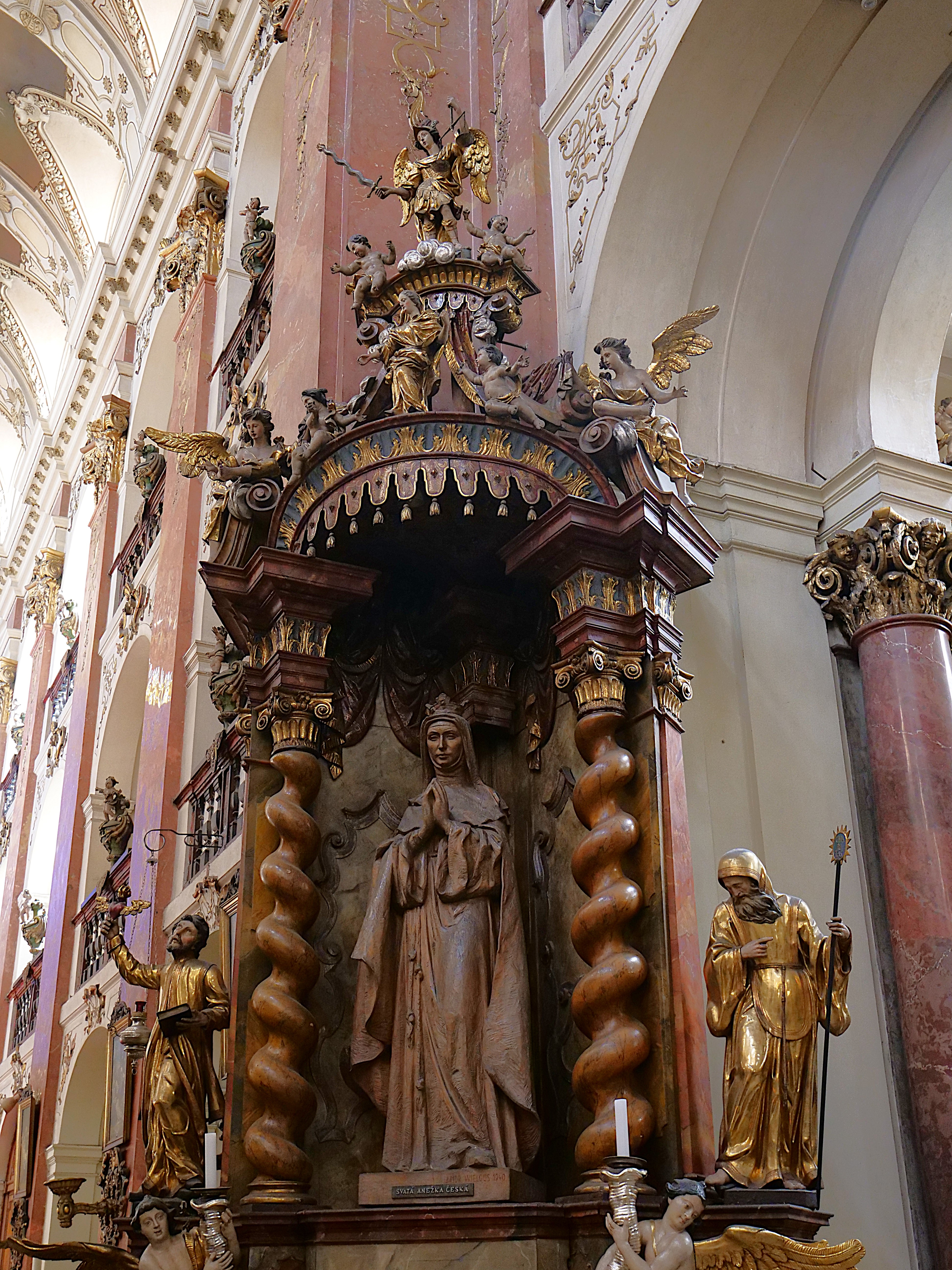
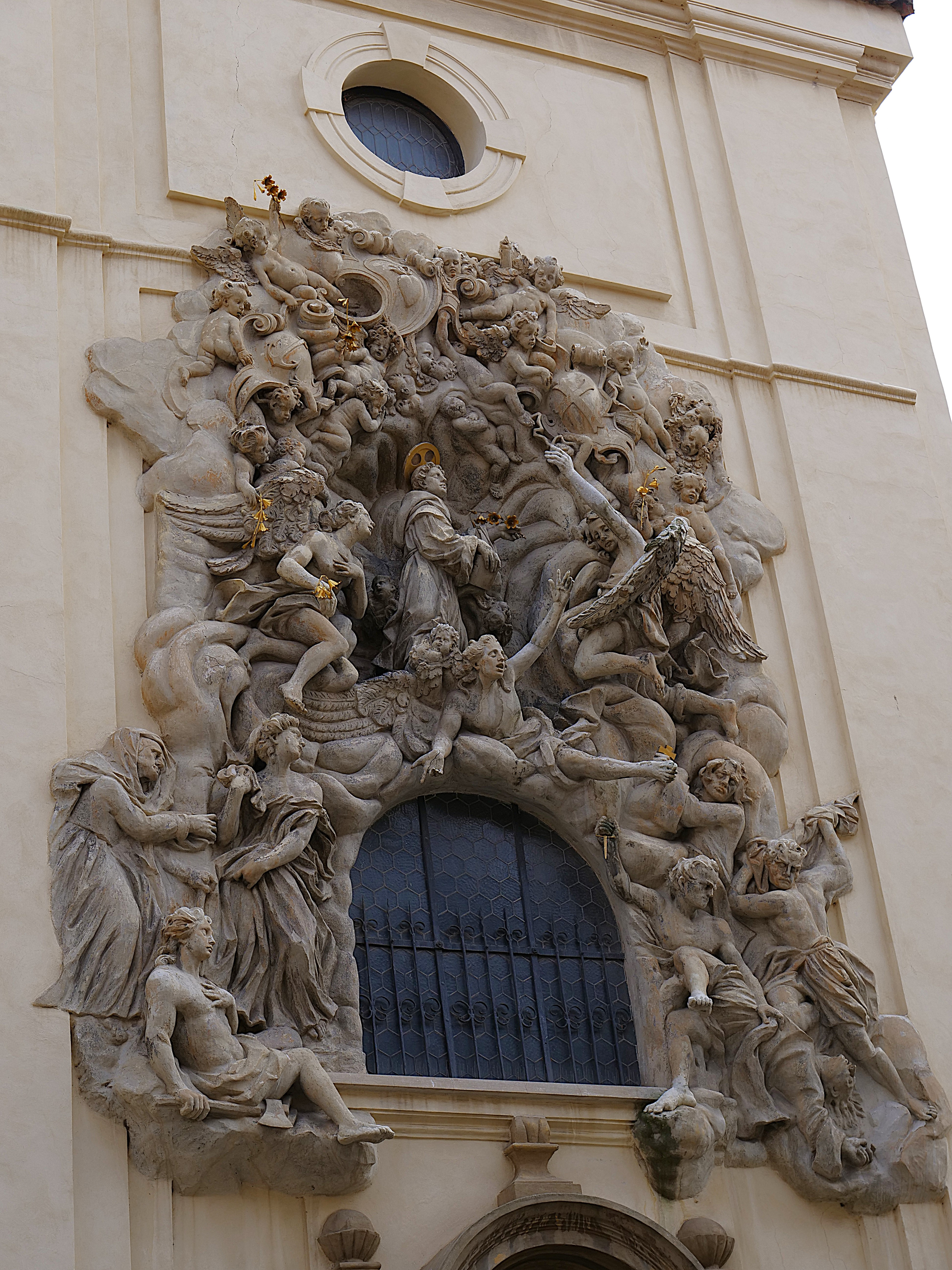

## Orgel

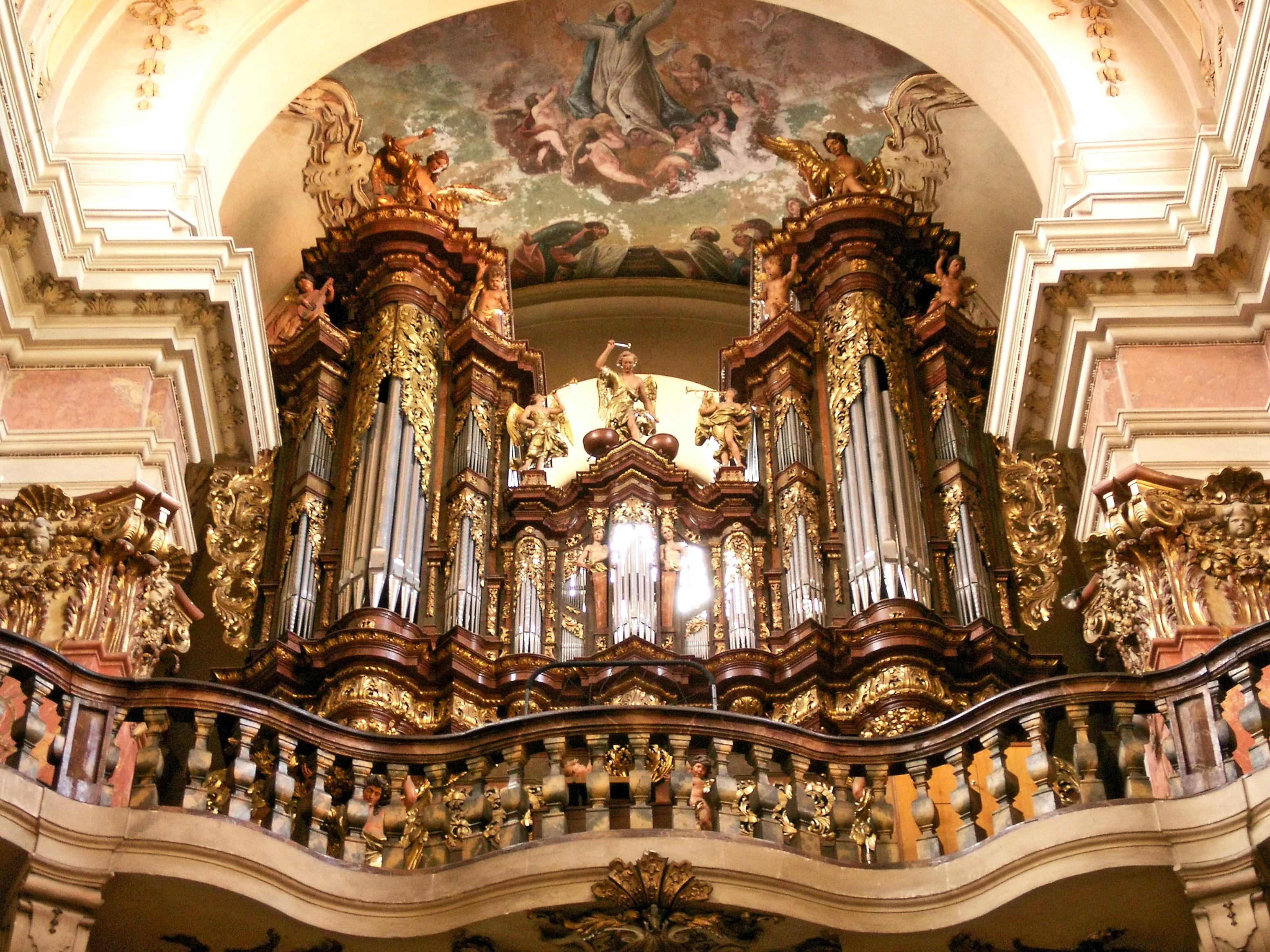
Orgelempore

Die ursprüngliche Orgel aus dem Jahr 1705 ist ein Werk des böhmischen Barock-Orgelbauers Abraham Starck aus Loket. Die Orgel wurde wiederholt restauriert und an moderne Spielweisen adaptiert. Das vorliegende Instrument hat vier Manuale, 91 Register und 8.277 Pfeifen.